# ميليمتر زئبقي
الميلليمتر الزئبقي هو وحدة مانوميترية لقياس الضغط، سابقاً كان يُعَرَّف بأنه الضغط الإضافي المتولد عن عمود من الزئبق بارتفاع واحد ميليمتر، والآن يُعَرّف بدقة أكبر، بأنه يساوي
13.5951 × 9.80665 = 133.322387415 باسكال (وحدة)، ويُشار له بالرمز "mm Hg" (ملم زئبق).